# The G(h)ost
the G[H]OST – polski zespół rockowy, założony w 2006 roku w Gostyniu z inicjatywy obecnego wokalisty Mariana Szulczyńskiego. Nazwa grupy powiązana jest z angielskim słowem ghost (duch) i miastem Gostyń, w którym została powołana do życia. Autorami tekstów i muzyki wszystkich utworów są ojciec Marian i syn Mateusz Szulczyńscy. Marian Szulczyński jest również wokalistą i menadżerem, zaś Mateusz – gitarzystą solowym.
W dorobku zespołu jest 20 własnych kompozycji. Dziesięć utworów zarejestrowano na wydanym w październiku 2011 przy pomocy portalu MegaTotal albumie Szuflada wspomnień, który zarejestrowany został w studiu nagraniowym ROCKSUN w Pleszewie. Realizatorem nagrań był Sergiusz Supron. Kolejne dziesięć utworów wydano w maju 2022 r. na albumie Ocean liter wydawnictwa Flower Records. Płyta została nagrana Karlin Studio w Śremie w okresie od maja do lipca 2021 r. Realizatorem nagrań jest Paweł Karliński. Płyta zbiera pozytywne recenzje głównie za różnorodność muzyczną.

## Tytuły zarejestrowanych utworów
Szuflada wspomnień
1. „Zdrada” – 3:25
2. „Mój świat” – 3:13
3. „Znak” – 3:37
4. „Bez ciebie” – 4:06
5. „Sen” – 5:21
6. „Fotografia” – 3:32
7. „Pomóż mi” – 5:06
8. „Tylko ona” – 4:40
9. „Klozetowy dziadek” – 5:17
10. „Nienawiść” – 4:13

Ocean liter
1. „Rewolucja” – 5:28
2. „Fałsz” – 4:14
3. „Twarda Panna” – 2:39
4. „Limit” – 3:35
5. „Bezsilność” – 4:02
6. „Czy To Jest Życie” – 5:29
7. „W Porządku” – 3:58
8. „ABC” – 6:21
9. „W Hołdzie Muzyce” – 4:12
10. „Duchy” – 4:41

## Rys historyczny
Zespół pierwotnie posiadał całkowicie inny skład z wokalistką Patrycją Gołdyn i instrumentarium poszerzonym o instrumenty klawiszowe. Osobami łączącymi obydwa składy jest Mateusz Szulczyński i Marian Szulczyński pełniący wcześniej tylko funkcję menadżera.
Zespół uczestniczył w wielu ogólnopolskich festiwalach takich, jak Jeleniogórska Liga Rocka (Mateusz Szulczyński został wybrany najlepszym gitarzystą solowym), Emergenza Festival Polska 2014 w Poznaniu, Mayday Rock Festival Głogów 2012(nagroda publiczności), Rockowe Andrzejki 2012 w Kostrzynie, Festiwal Rock, Blues i Motocykle w Łagowie Lubuskim, Gitariada 40 w Kędzierzynie -Koźlu, wielokrotnie wspierał Wielką Orkiestrę Świątecznej Pomocy WOŚP, ostatnio w roku 2019.
Zespół 1 października 2016 obchodził 10-lecie istnienia podczas koncertu w Gostyniu w którym jako zaproszeni goście wystąpili Kobranocka, Sztywny Pal Azji i Róże Europy.
W listopadzie 2011 Przemysław Langiewicz opuścił formację duchów. Jego następcą został Kamil Bzdęga, przyjęty do zespołu w październiku 2012. Październik 2016 przyniósł nieoczekiwaną rezygnację Roberta Jaskulskiego. Po roku poszukiwań nowym basistą zespołu został Filip Szulc. W grudniu 2018 zastąpił go Łukasz Łoza ze Żmigrodu. W sierpniu 2020, podczas pandemii koronawirusa, funkcję drugiej gitary przejął Bartosz Baldys z Leszna.
Zespół zarejestrował również dwa koncertowe klipy zrealizowane przez Mateusza Bulińskiego do utworów Klozetowy dziadek i Fotografia.
W roku 2019 zespół zagrał wraz z zespołem Agressiva 69 jako support w Kędzierzynie-Koźlu.